# صدپایان
صدپایان (به لاتین: Centipede)، لب‌پایان یا لَب‌پاویسان (به لاتین: Chilopoda)، نام یک رده از بالارده هزارپایان (بیوَرپاوندان) است.
لب‌پایان گوشت‌خوارند و ضمائم سر آنها شبیه به ضمائم سر حشرات است؛ این جانوران یک جفت شاخک و یک جفت آروارهٔ بالا و یک یا دو جفت آروارهٔ پایین دارند؛ تعداد بندهای آنها به ۱۷۷ بند می‌رسد و هر بند، به‌جز بند پس از سر و دو بند آخر بدن، دارای یک جفت پای مفصلی است و ضمائم بند اول به چنگال‌های سمّی تغییریافته‌است.